# Rok Zima
Rok Zima (* 7. August 1988 in Kranj) ist ein ehemaliger slowenischer Skispringer, der für den NSK Trzic Trifix startete.

## Werdegang
Zima sprang erstmals am 5. März 2006 in Zakopane international und belegte beim FIS-Cup-Springen den 10. Platz. Erst im Sommer 2007 trat er wieder international an und belegte ebenfalls in einem FIS-Cup-Springen in Oberwiesenthal überraschend den 3. Platz. Wenige Tage später debütierte er im österreichischen Villach im Continental Cup, verpasste aber mit den Plätzen 49 und 39 den 2. Durchgang. Erstmals im Continental Cup konnte er am 4. Juli 2008 in den slowenischen Velenje punkten, indem er den 18. Platz belegte. Im Sommer 2009 trat er zu keinem Springen an.
Erst am 16. Januar 2010 wurde er in Titisee-Neustadt wieder international und zwar bei einem Springen im Continental Cup eingesetzt und wurde 12. Für den Rest der Saison sprang er regelmäßig im Continental Cup, wo Platz 8 im polnischen Wisła sein bestes Ergebnis war. Bei den Slowenischen Meisterschaften 2010 erreichte er mit der Mannschaft des NSK Trzic-Trifix im Teamwettbewerb den dritten Platz.
Den Sommer 2010 begann er mit einem 24. Platz im slowenischen Kranj. Am 31. Juli konnte er in Courchevel mit einem dritten Platz erstmals im Continental Cup einen Podestplatz erreichen. Aufgrund der guten Continental Cupleistungen wurde er für die beiden Grand-Prix-Springen in Hakuba nominiert. Am 27. August 2010 wurde er in der Qualifikation 22. Bei den beiden Springen erreichte er 28. und 24. Platz. Am 12. September 2010 konnte er im norwegischen Lillehammer erstmals ein Continental-Cup-Springen gewinnen. Am 1. Oktober 2010 konnte er in Liberec mit einem 12. Platz das bisher beste Grand-Prix-Ergebnis erreichen. Zwei Tage später verpasste er in Klingenthal als 49. den zweiten Durchgang. In diesem Sommer belegte mit 32 Punkten den 41. Platz der Grand-Prix-Gesamtwertung.
Bei den Slowenischen Meisterschaften im Skispringen 2013 in Kranj belegte Zima mit der Mannschaft Platz vier.
Nach seiner Teilnahme an der Universiade im Dezember 2013 in Predazzo, bei welcher er 29. im Einzelwettbewerb wurde, beendete er seine aktive Sportlerkarriere.
Zima lebt zurzeit in Trzic.

## Erfolge

### Continental-Cup-Platzierungen
| Saison  | Platz | Punkte |
| ------- | ----- | ------ |
| 2009/10 | 54.   | 112    |
| 2010/11 | 01.   | 826    |
| 2011/12 | 86.   | 026    |

### Grand-Prix-Platzierungen
| Saison | Platz | Punkte |
| ------ | ----- | ------ |
| 2010   | 41.   | 32     |